# Apagão no Brasil e Paraguai em 2009

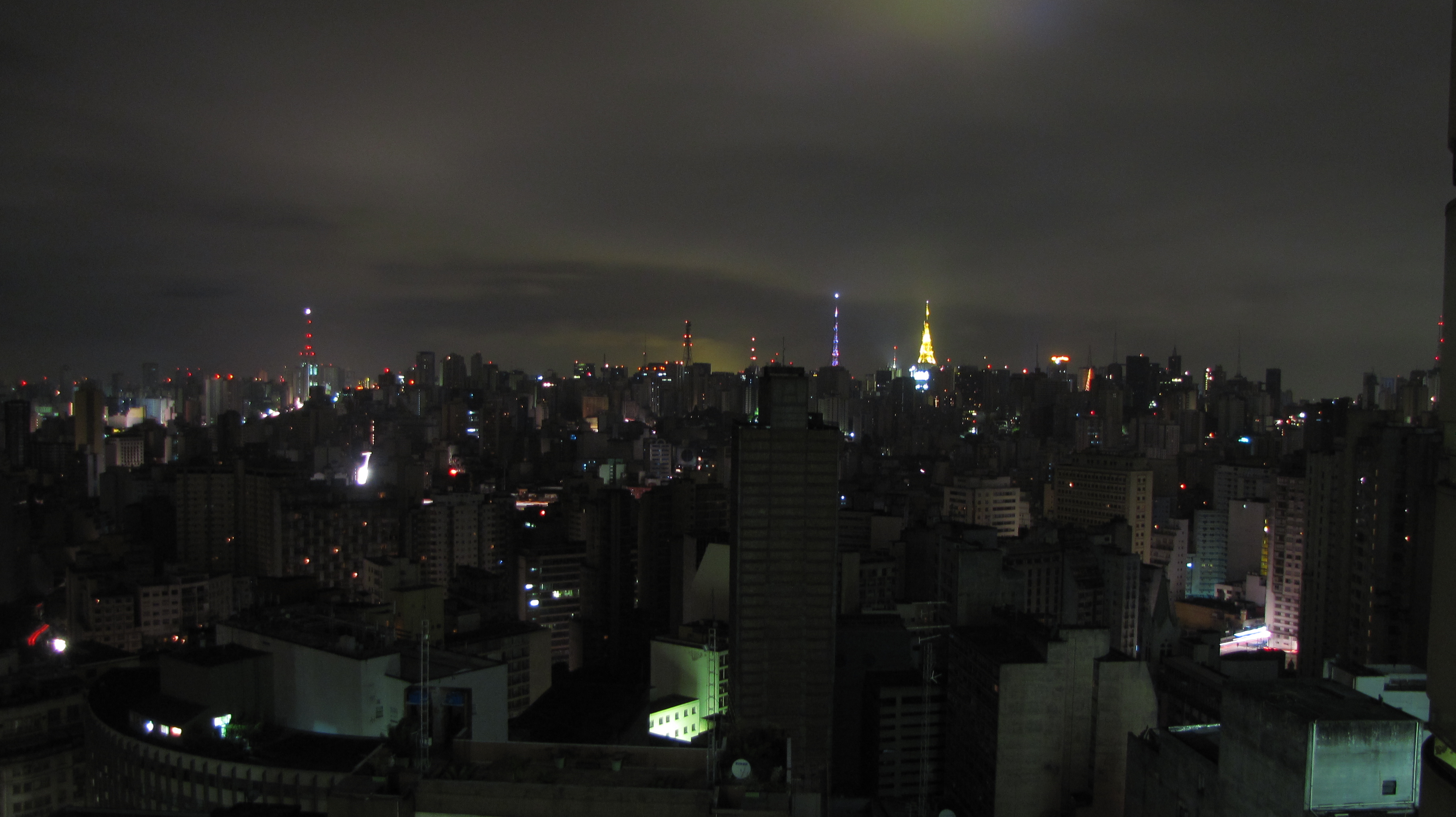
São Paulo, maior cidade brasileira, durante o apagão.

Na noite de 10 de novembro de 2009, terça-feira, condições meteorológicas adversas causaram a falha de três linhas de transmissão provenientes da Usina Hidrelétrica de Itaipu. A queda brusca na demanda de energia ocasionou o desligamento automático de todas as 20 turbinas da usina deixando quase 90 milhões de pessoas sem energia elétrica. Quatro Estados do Brasil ficaram completamente sem fornecimento elétrico com outros 14 sendo parcialmente afetados. O Paraguai teve 90% de seu território afetado pela falha. O ministro de Minas e Energia do Brasil, Edison Lobão, afirmou que o incidente, que afetou 18 estados brasileiros, aconteceu por causa de raios, ventos e chuvas que ocorreram na cidade de Itaberá, São Paulo, que teria provocado um curto circuito nas linhas de transmissão.
O presidente do Brasil em exercício na época, Luiz Inácio Lula da Silva, comentou sobre o apagão e disse que: "não faltaram investimentos no sistema elétrico" e que "durante os sete anos, seu governo investiu em linhas de transmissão o equivalente a 30% de tudo que foi feito de 123 anos no país".
Em 10 de fevereiro de 2010, um novo apagão, parcial, atingiu todos os estados da Região Nordeste do Brasil.

## O blecaute

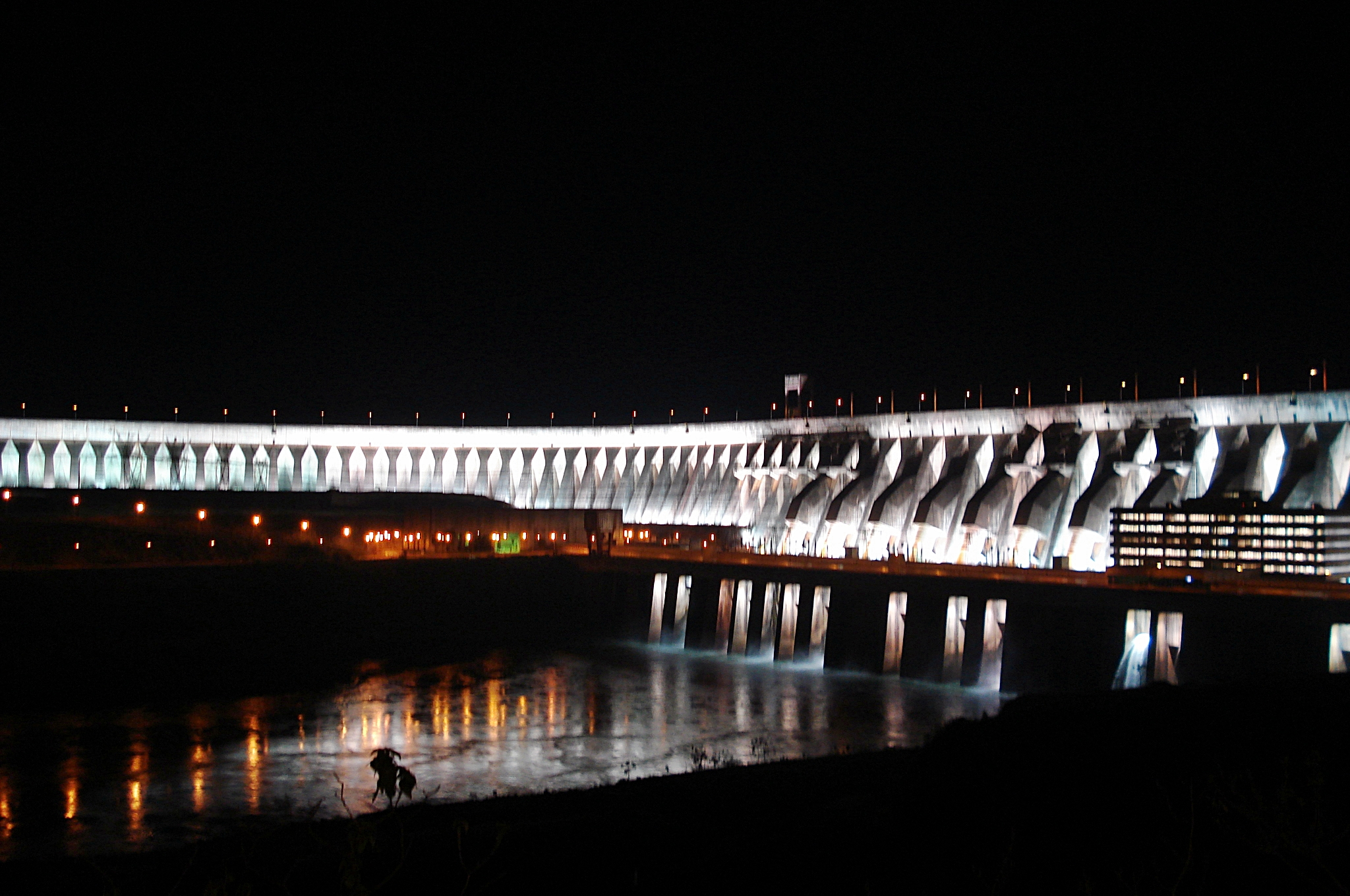
Hidrelétrica de Itaipu, entre Brasil e Paraguai.

O início do apagão se deu às 22h13min em uma subestação de Furnas localizada no município de Itaberá, São Paulo. A causa foi uma falha tripla nos circuitos de 765KV em corrente alternada responsáveis pela transmissão da energia de Itaipu ocasionada, segundo o governo, pela queda de raios. O apagão afetou cidades de 18 estados.
O Paraguai ficou sem energia por cerca de 30 minutos, a partir das 21h13min (hora de Assunção).
A maioria das cidades teve a energia restabelecida entre 1h e 2h da madrugada de 11 de novembro, cerca de 3 a 4 horas após o apagão, embora tenha ocorrido variação desde apenas uma piscada na luz (em algumas cidades do Paraná e do norte e leste de Minas Gerais) até mais de 7 horas de escuridão (em algumas cidades dos estados de São Paulo e Rio de Janeiro).

## As causas
Na tarde de 11 de novembro de 2009 foi realizada uma reunião com mais de quarenta pessoas, integrantes de órgãos afiliados ao Ministério de Minas e Energia que concluíram que descargas atmosféricas, ventos e chuvas muito intensos na região de Itaberá, SP, neste local onde ficam linhas de ligação que vêm de Itaipu foram afetadas com uma concentração desses fenômenos atmosféricos.
Polêmica

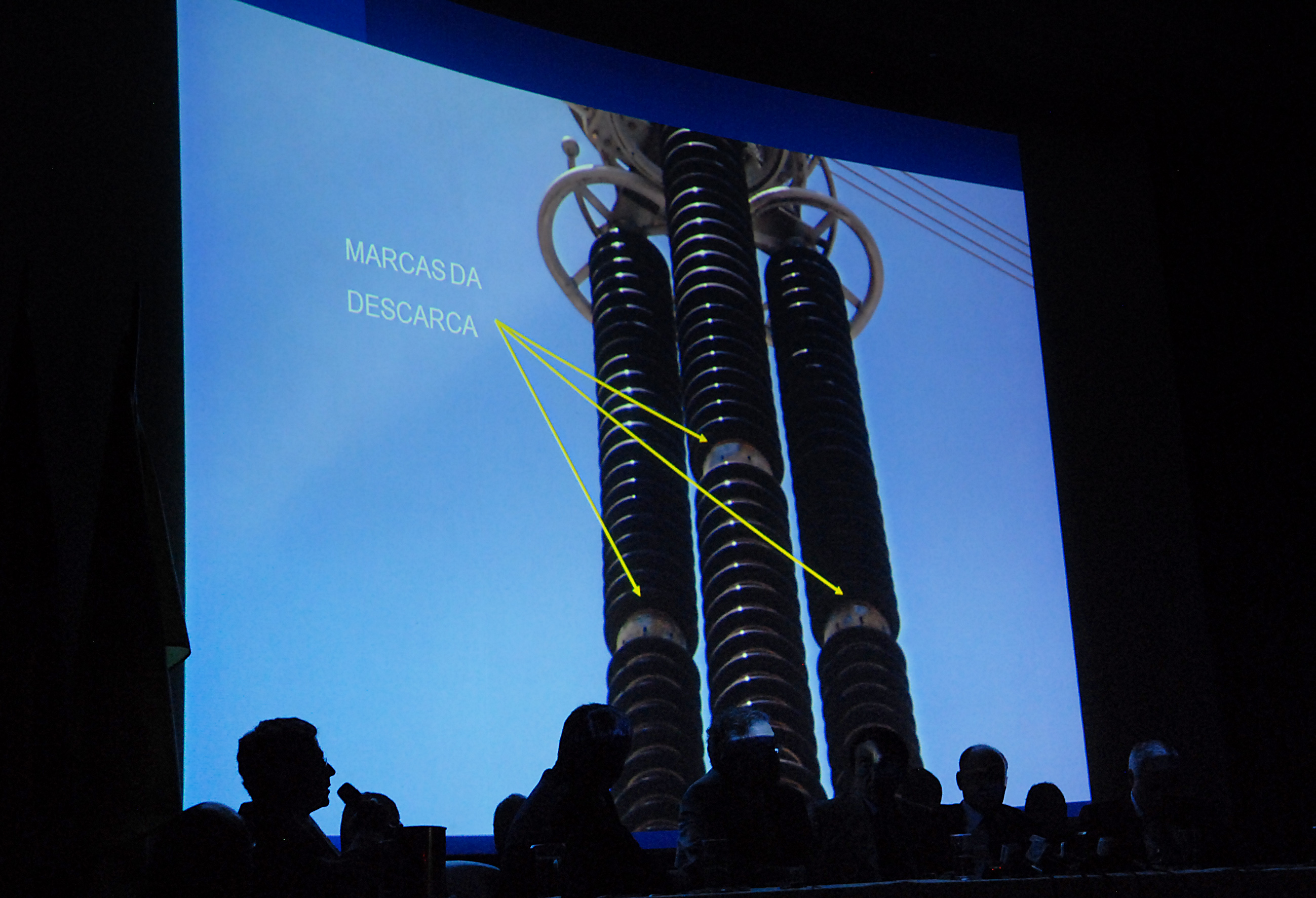
Edison Lobão, ministro de Minas e Energia em entrevista coletiva.

Inicialmente apontada como responsável, a usina de Itaipu demonstrou que não ocorreu nenhuma falha no sistema de geração de energia, mas que a falha correu no sistema de transmissão, especificamente nas linhas de Furnas.
A Associação Brasileira das Grandes Empresas de Transmissão de Energia Elétrica (Abrate) descartou as hipóteses de queda de linhas de transmissão e de sobrecarga devido à tempestade de raios, ocorrida simultaneamente em diversas linhas de transmissão, já que esse cenário se repete rotineiramente sem grandes incidentes. A Abrate manteve a explicação de que uma falha inicial em um disjuntor ou subestação teria desencadeado um efeito dominó que desligou preventivamente outras linhas, sem definir exatamente como isto teve início.
O ONS defende que o desligamento de parte do Sistema Interligado Nacional (SIN) teve início com a pane de três linhas de 750 quilovolts (kV) e do elo de corrente contínua da rede que leva energia de Usina Binacional de Itaipu ao SIN no Sudeste e Centro-Oeste do país.
Especialistas, como Ildo Sauer, professor de eletrotécnica e energia da USP, alegam ser raríssimo um conjunto de fenômenos climáticos causar uma pane dessa magnitude. Para Sauer, o mais provável foi falta de gestão no sistema de transmissão. Para o pesquisador do INPE Osmar Pinto, não houve tempestades de grandes proporções próximo da região supostamente afetada. Todavia, o próprio INPE desmentiu o pesquisador, divulgando uma nota no dia 12 de novembro onde afirma que houve uma tempestade na área citada e que o caso ainda está sob estudo.
A rede americana CBS difundiu a hipótese de que este episódio, assim como blecautes anteriores provocados no Brasil em 2005 e 2007, foram provocados por ataques de hackers mal intencionados (crackers) contra o sistema de computadores que controla a rede elétrica. O governo descartou completamente esta hipótese, já que não existiram evidências concretas de que teria ocorrido.

## Consequências

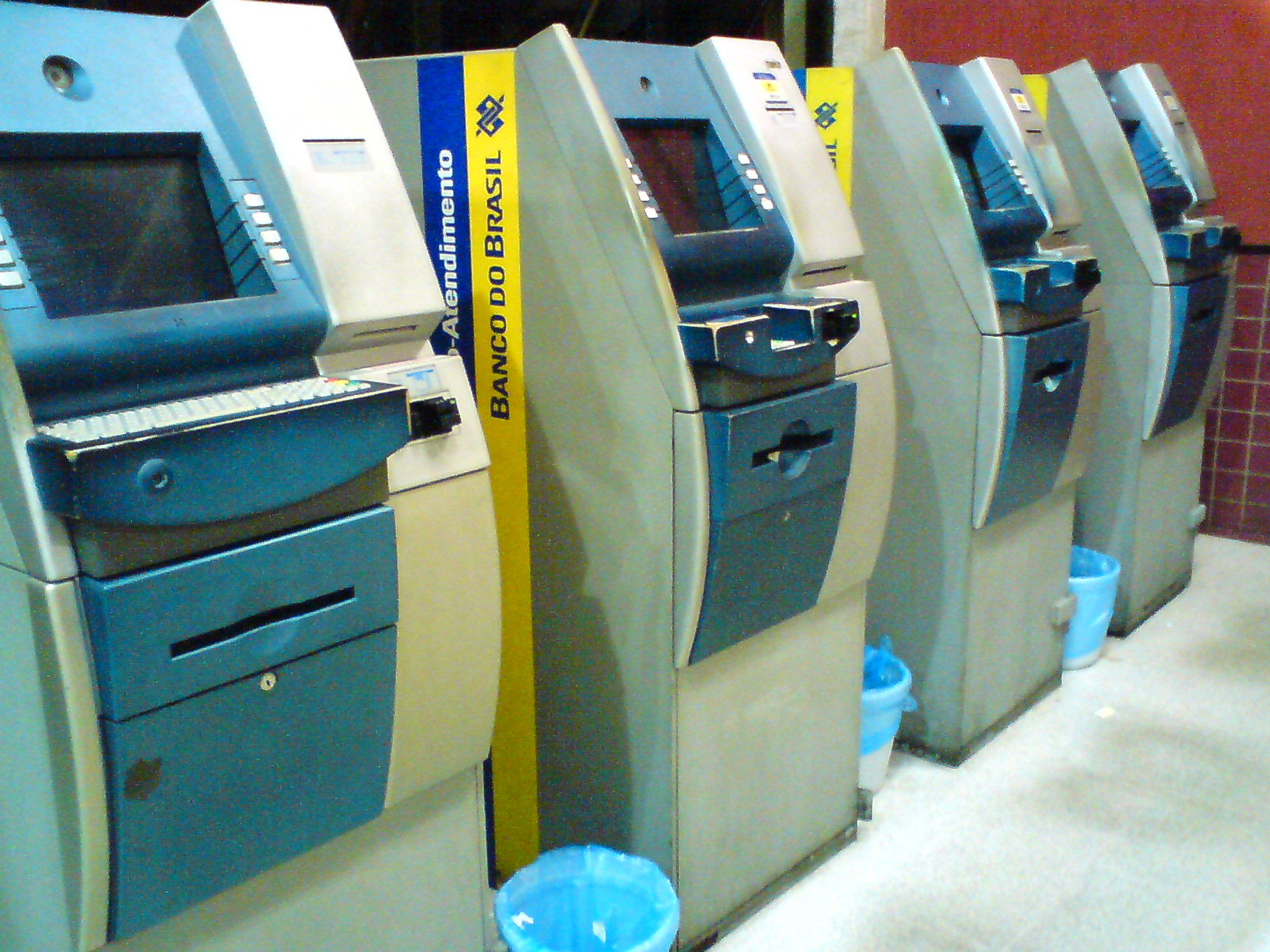
Caixas eletrônicos apresentaram problemas no dia seguinte.

As agências bancárias tiveram problemas nos caixas eletrônicos, assim como a Caixa Econômica Federal que ficou sem prestar atendimento durante o dia 11 de novembro devido problema tecnológico. As lotéricas só funcionaram para saque.
Falta d'água
Devido o apagão vários municípios de três estados ficaram sem abastecimento de água. A Sabesp informou que a falta de energia provocou o desligamento de todas as estações de tratamento e estações elevatórias da companhia. As regiões afetadas foram a zona sul de São Paulo, a zona norte, e o distrito da Consolação, na região central. A Sabesp afirmou que o abastecimento seria normalizado já na manhã da quinta-feira. Após 36 horas, por volta das 12h30 da quinta-feira, os bairros de Pirituba, Chácara Inglesa, Jardim Jaguará, Jardim São Paulo e Jardim Capela, que foram os mais afetados permaneciam sem água.

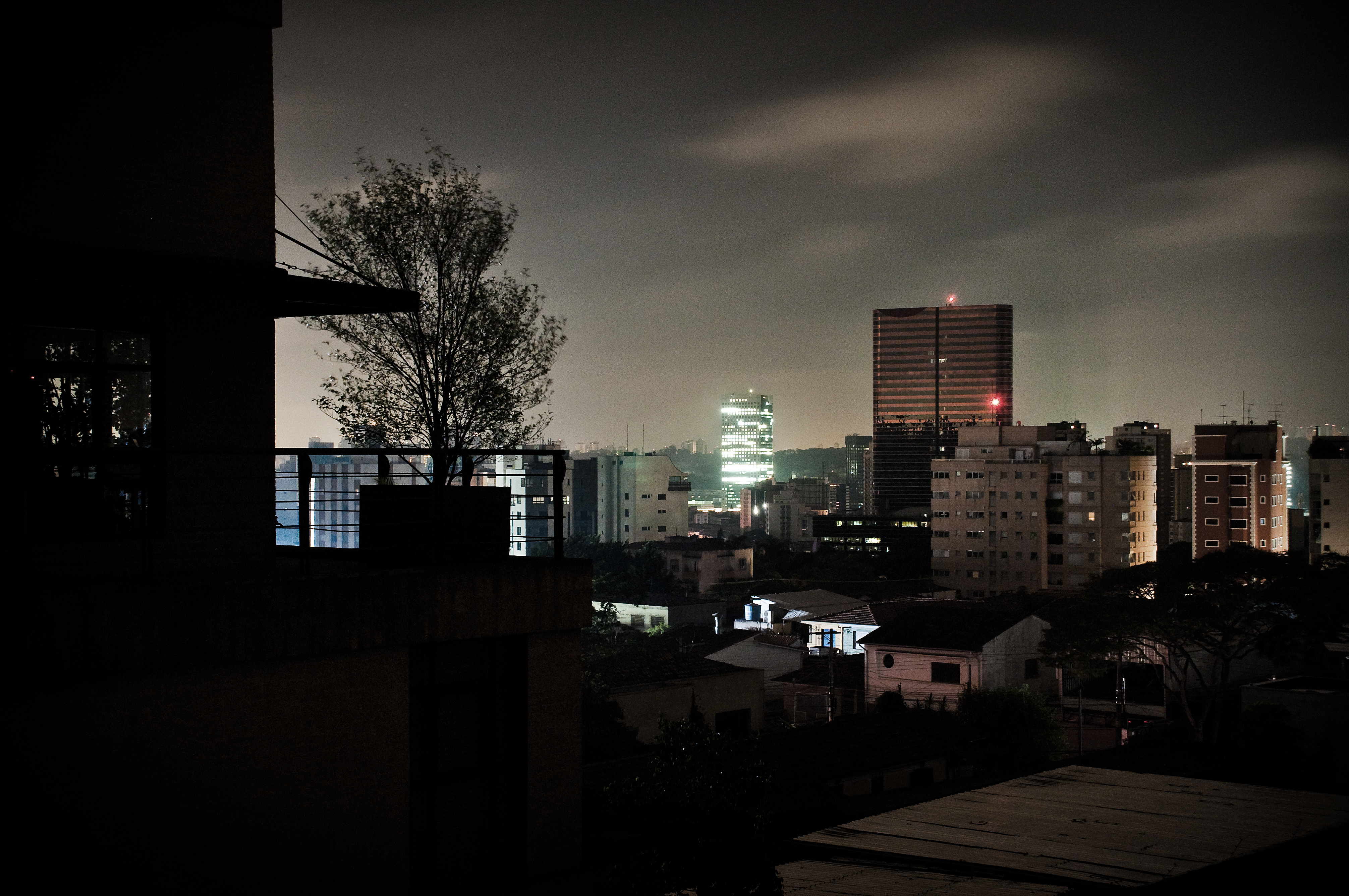
O boêmio bairro de Vila Madalena durante o blecaute.

Inicialmente, 20 milhões de pessoas foram prejudicadas em toda a Grande São Paulo. No litoral do Estado foram detectados problemas de falta de água e de baixa pressão em diversos pontos dos municípios de Bertioga, Guarujá, Santos, São Vicente, Cubatão, Praia Grande, Mongaguá, Itanhaém e Peruíbe.
No Rio, o blecaute prejudicou o abastecimento de água para 1 milhão de consumidores devido ao desligamento dos sistemas, informou a Cedae (Companhia Estadual de Águas e Esgotos). Eles foram religados ainda na madrugada. Apesar disso, o abastecimento estava normalizado para 90% dos consumidores por volta das 16h.
Outros 5% dos consumidores devem ter o fornecimento retomado ainda hoje, mas o abastecimento só será totalmente normalizado em 48 horas. As regiões mais afetadas pelo problema eram a zona oeste do Rio e a Baixada Fluminense.
Já no Espírito Santo, a Cesan (Companhia Espírito Santense de Saneamento), companhia de abastecimento do Estado, informou que a estação de tratamento de Carapina teve equipamentos danificados e permaneceu fora de operação por cerca de 12 horas, prejudicando o abastecimento no município de Serra e na região norte da capital, Vitória.
Quatro equipamentos de bombeamento de água também foram danificados e prejudicaram o abastecimento nas regiões de Jesus Menino, Resistência, Gurigica e São José, todos em Vitória. Nos bairros de Vila Velha, Cariacica e Viana, o abastecimento foi suspenso para execução de serviços de manutenção na estação de tratamento de Caçaroca.
Nos locais mais afetados, caminhões-pipa estão realizando abastecimento de emergência. A prioridade são hospitais, postos de saúde, escolas e presídios.

### Estados inteiramente afetados

Mapa mostrando os estados atingidos.
Estados inteiramente afetados.
Estados parcialmente afetados.

- São Paulo
- Rio de Janeiro
- Espírito Santo
- Mato Grosso do Sul

### Estados parcialmente afetados
- Rio Grande do Sul
- Santa Catarina
- Paraná
- Minas Gerais
- Mato Grosso
- Goiás
- Rondônia
- Acre
- Bahia
- Sergipe
- Alagoas
- Pernambuco
- Paraíba
- Rio Grande do Norte

### Transtornos nos estados
Distrito Federal
A Companhia Energética de Brasília informou que a capital do país e suas cidades satélites não sofreram com apagão.
São Paulo
|                                                                                  |  |  |
| O Alto de Santana, região da cidade de São Paulo normalmente e no dia do apagão. |  |  |

Segundo a Companhia Paulista de Trens Metropolitanos (CPTM), os trens pararam por volta das 10h30 de terça-feira. À 1h30 desta quarta-feira, voltaram a circular as linhas 10, 11 e 12. A linha 7 voltou a operar às 2h20, a 8 às 3h40 e a 9 às 3h55. Os trens circularam durante a madrugada.
Pernambuco
O apagão atingiu 36 municípios de Pernambuco e deixou 30% do estado sem luz. A Celpe informou que o apagão durou 35 minutos, tempo suficiente para que três grandes hospitais públicos precisassem usar geradores para não prejudicar o atendimento médico. No Hospital Getúlio Vargas, um dos maiores do Recife, as cirurgias tiveram que ser suspensas, mas com a normalização do abastecimento, foram realizadas na madrugada. Em algumas avenidas da capital pernambucana, o apagão deixou os semáforos sem funcionar, mas não foram registrados acidentes pela Companhia de Trânsito e Transporte Urbano (CTTU).
Rio de Janeiro
Três escolas e cinco creches municipais das zonas norte e oeste do Rio de Janeiro não funcionaram na quarta-feira por causa de um problema no fornecimento de água deixando 1.729 alunos sem aula. De acordo com a Secretaria Municipal de Educação, a falta d´água é reflexo do apagão que atingiu 18 estados e o Distrito Federal na noite de terça-feira.
Minas Gerais
As regiões mais atingidas em Minas Gerais pelo apagão foram o Sul do estado e a Zona da Mata, onde 48 cidades foram afetadas. Em Belo Horizonte faltou luz em cerca de 20% da cidade. Um forte temporal havia deixado grande parte do Vale do Rio Doce sem eletricidade no começo da noite da segunda-feira, dia 9, sendo que em algumas cidades a energia foi restabelecida somente no final da tarde do dia 10, horas antes do apagão nacional.

### Televisão
Com o apagão, milhares de telespectadores ficaram sem ver televisão por falta de energia elétrica. Muitas emissoras não saíram do ar porque contavam com geradores e puderam ser assistidas por quem tinha aparelhos portáteis, como os de TV digital. Algumas emissoras saíram do ar, mas voltaram rapidamente devido aos geradores e outras que não dispunham desse equipamento ficaram fora do ar até o restabelecimento da energia elétrica.
Cobertura jornalística e reprises
A Rede Globo transmitiu ao vivo em seu Plantão e no Jornal da Globo as imagens de São Paulo e Rio de Janeiro direto do Globocop. A Globo decidiu reprisar no dia 13 de novembro a entrevista com o jogador Ronaldo, no Programa do Jô, que não pôde ser assistida nas cidades atingidas. Outros programas da emissora prejudicados pelo apagão, tais como Casseta & Planeta, Urgente!, Toma Lá, Dá Cá e Profissão Repórter não tiveram reprise na TV, sendo possível rever somente pela internet. A Rede Bandeirantes antecipou e prolongou o Jornal da Noite, de Boris Casoy, informando sobre o apagão para os estados em que havia energia elétrica. Vende-se um Véu de Noiva foi reprisado pelo SBT, assim como Bela, a Feia (últimos 13 minutos do capítulo de terça), Poder Paralelo e Ídolos foram reprisados pela Rede Record e Amanhã é para sempre pela CNT. Na MTV Brasil, o MTV Debate foi reprisado na quarta-feira, substituindo o Top Top, que não foi ao ar.
Audiência das emissoras
A audiência registrada pelo IBOPE não sofreu alterações no momento em que começou o apagão (22h13min). Segundo a assessoria de imprensa do instituto, os domicílios que fazem parte da amostra nas cidades atingidas pararam de transmitir dados a partir das 22h20min. Às 22h30min, os números de audiência já haviam caído.

## Investigações
Em 12 de novembro, os ministros Edson Lobão e Dilma Rousseff, declararam à imprensa que o caso do apagão "está encerrado", não havendo riscos de novo racionamento de energia como os exigidos durante o Apagão de 2001 e 2002. No dia 13 de novembro, o presidente Lula declarou que "é preciso ter um processo de investigação".
Em 16 de Novembro, foi divulgado pelo Ministério que um curto-circuito foi a causa do desligamento de três linhas de transmissão e por consequência a usina de Itaipu foi desativada seguida de outras usinas por razões de segurança.